# Wouter Vrancken
Wouter Vrancken (ur. 3 lutego 1979 w Sint-Truiden) – belgijski piłkarz grający na pozycji defensywnego pomocnika, a następnie trener piłkarski.

## Kariera klubowa
Swoją karierę piłkarską Vrancken rozpoczynał w juniorach takich klubów jak: FC Oud Groot Gelmen (1986-1987), Concordia Duras (1987-1990), Sporting Aalst-Brustem (1990-1992) i KSK Tongeren (1992–1996). W 1996 roku został zawodnikiem Sint-Truidense VV. 13 września 1997 zadebiutował w jego barwach w pierwszej lidze belgijskiej w przegranym 0:2 wyjazdowym meczu z RWD Molenbeek. W Sint-Truidense grał do końca sezonu 2003/2004.
Latem 2004 roku Vrancken przeszedł do KAA Gent. Swój debiut w nim zaliczył 7 sierpnia 2004 w zwycięskim 5:0 domowym meczu z Germinalem Beerschot. W klubie z Gandawy spędził dwa sezony.
W 2006 roku Vrancken został zawodnikiem KRC Genk, w którym zadebiutował 29 lipca 2006 w wygranym 3:1 domowym meczu z SV Zulte Waregem. W sezonie 2006/2007 został z Genkiem wicemistrzem Belgii.
W 2008 roku Vrancken trafił do KV Mechelen, a swój debiut w nim zanotował 13 września 2008 w zremisowanym 0:0 domowym spotkaniu z AFC Tubize. W 2010 roku przeszedł do KV Kortrijk. Zadebiutował w nim 13 lutego 2010 w wygranym 2:0 wyjazdowym meczu z KSV Roeselare. Latem 2010 zakończył karierę.
| Sezon   | Klub              | Kraj   | Rozgrywki       | Mecze | Gole |
| ------- | ----------------- | ------ | --------------- | ----- | ---- |
| 1997/98 | Sint-Truidense VV | Belgia | Eerste klasse A | 25    | 2    |
| 1998/99 | Sint-Truidense VV | Belgia | Eerste klasse A | 20    | 2    |
| 1999/00 | Sint-Truidense VV | Belgia | Eerste klasse A | 29    | 4    |
| 2000/01 | Sint-Truidense VV | Belgia | Eerste klasse A | 32    | 1    |
| 2001/02 | Sint-Truidense VV | Belgia | Eerste klasse A | 32    | 1    |
| 2002/03 | Sint-Truidense VV | Belgia | Eerste klasse A | 19    | 3    |
| 2003/04 | Sint-Truidense VV | Belgia | Eerste klasse A | 20    | 2    |
| 2004/05 | KAA Gent          | Belgia | Eerste klasse A | 31    | 2    |
| 2005/06 | KAA Gent          | Belgia | Eerste klasse A | 30    | 7    |
| 2006/07 | KRC Genk          | Belgia | Eerste klasse A | 32    | 6    |
| 2007/08 | KRC Genk          | Belgia | Eerste klasse A | 23    | 4    |
| 2008/09 | KRC Genk          | Belgia | Eerste klasse A | 1     | 0    |
| 2008/09 | KV Mechelen       | Belgia | Eerste klasse A | 26    | 3    |
| 2009/10 | KV Mechelen       | Belgia | Eerste klasse A | 9     | 0    |
| 2009/10 | KV Kortrijk       | Belgia | Eerste klasse A | 10    | 0    |

## Kariera reprezentacyjna
Vrancken występował w młodzieżowych reprezentacjach Belgii na szczeblach U-18 i U-21. Z kadrą U-21 wystąpił 2002 roku na Mistrzostwach Europy U-21.

## Kariera trenerska
Po zakończeniu kariery piłkarskiej Vrancken został trenerem. W latach 2009–2011 prowadził RDK Gravelo. Następnie pracował kolejno w: Overpelt VV (2011-2013), Thes Sport (2014-2017), Lommel United (2017) i w KV Kortrijk (2017-2018), w którym pełnił rolę asystenta Glena De Boecka. W 2018 roku został zatrudniony w KV Mechelen, a w 2022 w KRC Genk. W 2024 objął klub KAA Gent.